# Gagan Narang

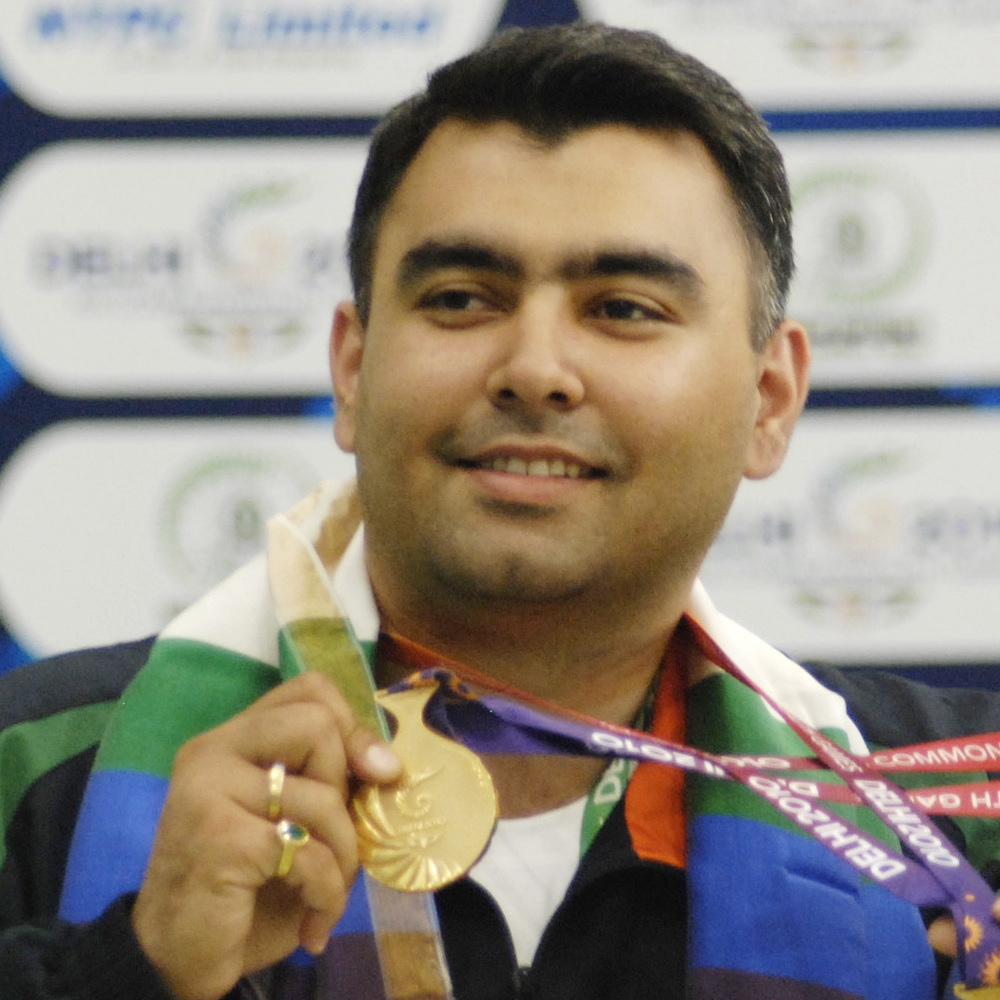
Gagan Narang

Gagan Narang, född 6 maj 1983 i Chennai, är en indisk sportskytt.
Narang blev olympisk bronsmedaljör i luftgevär vid sommarspelen 2012 i London.